# 彼得·斯維亞托波爾克-米爾斯基
彼得·德米特里耶维奇·斯维亚托波尔克-米尔斯基（俄语：князь Пётр Дмириевич Святополк-Мирский；1857年8月18日—1914年5月16日），俄罗斯帝国政治家，曾任俄罗斯帝国内政大臣（1904年-1905年）。
彼得是斯维亚托波尔克-米尔斯基家族成员，其父亲是俄国将军德米特里·伊万诺维奇·斯维亚托波尔克-米尔斯基，其子是文学历史学家D·S·米尔斯基。
| 前任： 维亚切斯拉夫·冯·普勒韦 | 俄罗斯帝国内政大臣 1904年 - 1905年 | 繼任： 亚历山大·布雷金 |